# 南駅 (福岡県)
南駅（みなみえき）は、かつて福岡県田川郡後藤寺町奈良（現・田川市）にあった、運輸省（省鉄）日田彦山線の貨物駅（廃駅）である。貨物支線の廃線に伴い、1945年（昭和20年）6月10日に廃駅となった。

## 歴史
- 1909年（明治42年）1月1日 - 開業[1]。
- 1945年（昭和20年）6月10日 - 貨物支線の廃線に伴い廃止、後藤寺駅（現:田川後藤寺駅）構内に併合[1]。

## 隣の駅
運輸省（省鉄）
日田彦山線（貨物支線）
後藤寺駅 - 南駅